# Iglesia de San Severo (Erfurt)
La iglesia de San Severo (en alemán: Severikirche) es un templo católico romano situado en la ciudad alemana de Erfurt (estado de Turingia). Se alza en el Domberg ("Colina de la Catedral"), justo al lado de la catedral de Erfurt, dedicada a Santa María. Ambas iglesias forman un conjunto arquitectónico único que se ha convertido en el símbolo de la ciudad.

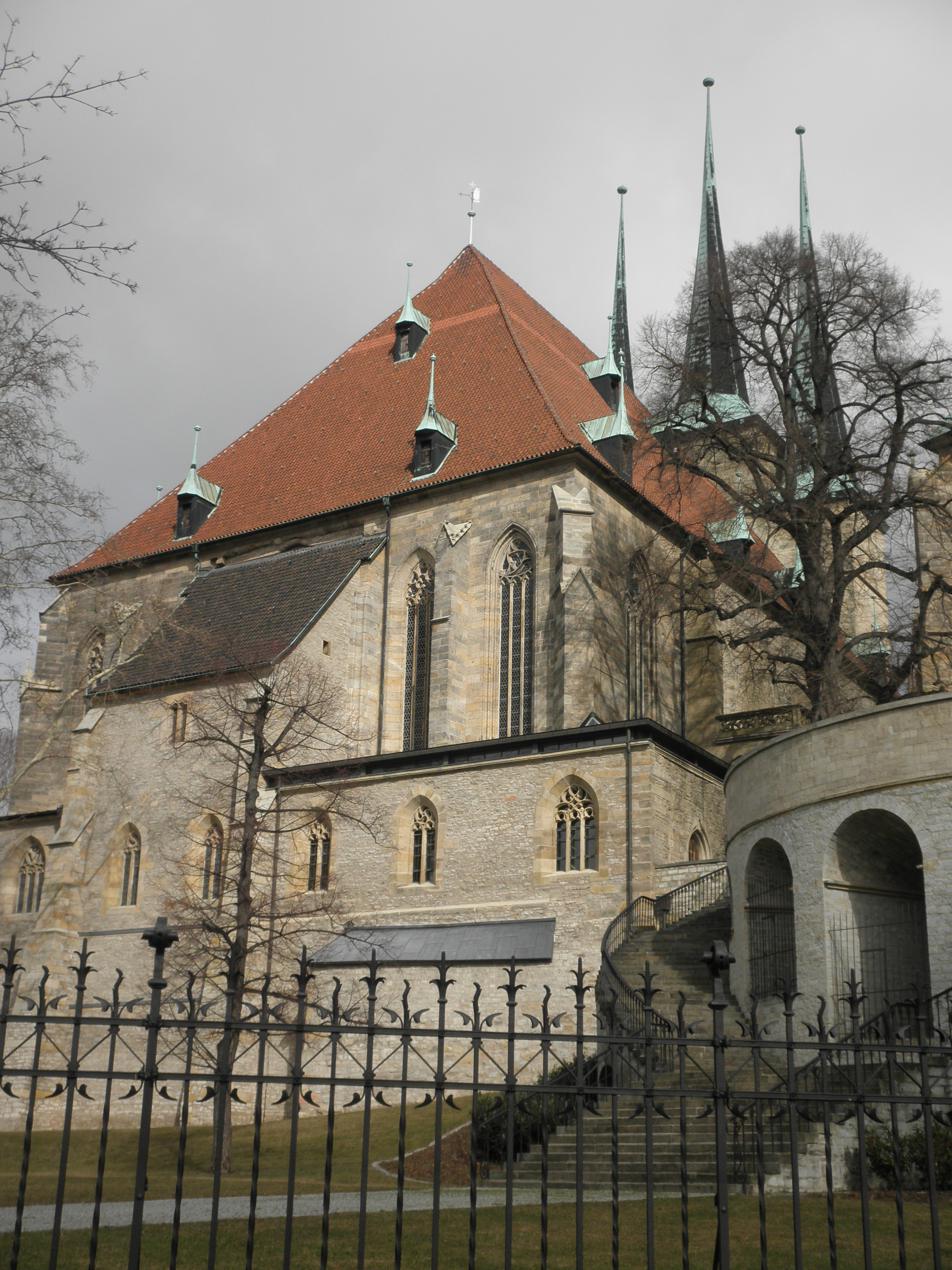
Vista del lado oeste de la iglesia de San Severo

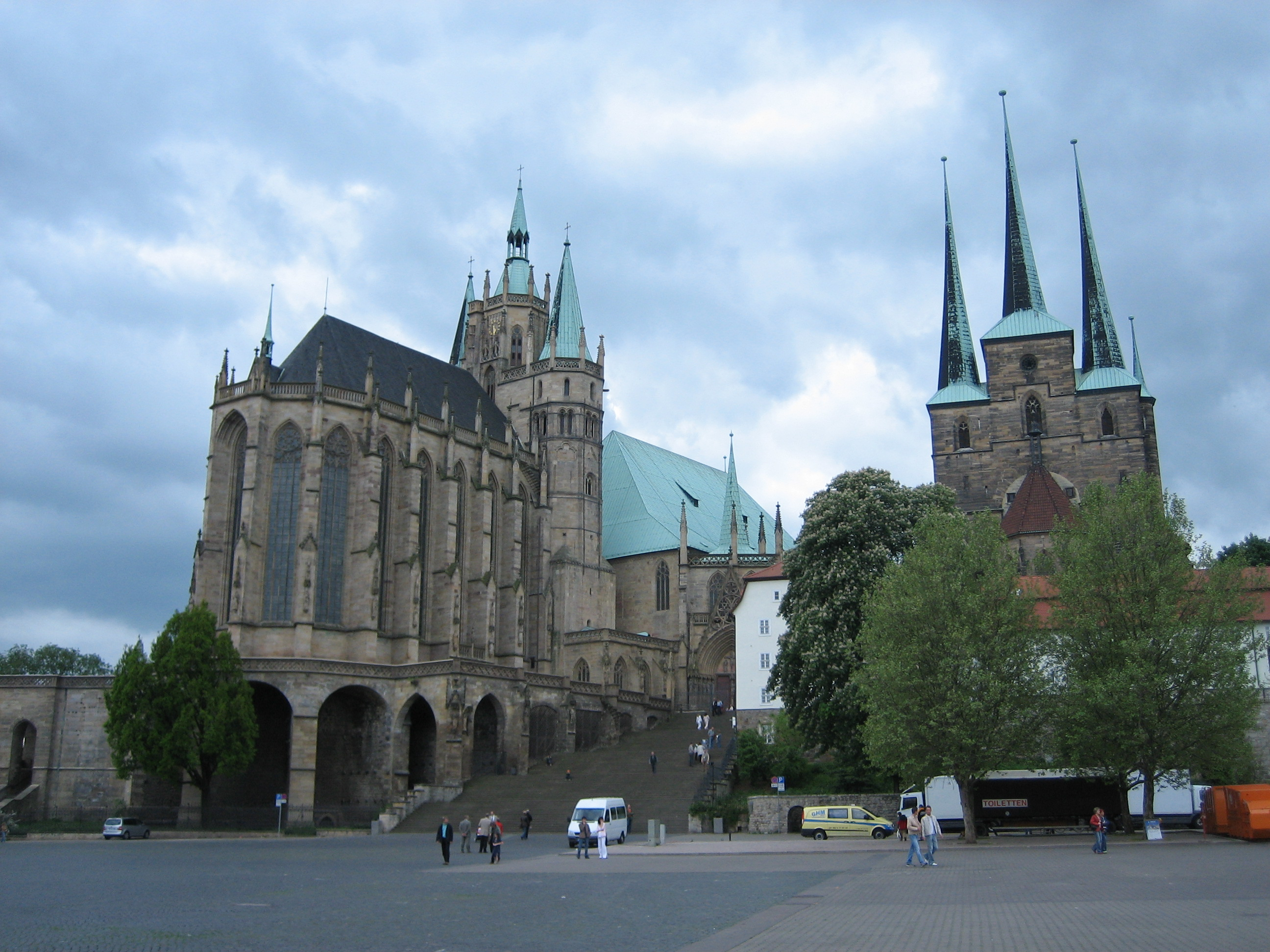
El conjunto de la catedral de Erfurt y la iglesia de San Severo

La iglesia de San Severo es uno de los edificios góticos más importantes de Alemania debido a su singular arquitectura, que parece anticipar la iglesia de salón del gótico tardío. Las reliquias del patrón de la iglesia, Severo de Rávena, reposan en un sarcófago de gran valor artístico.

## Historia

### La iglesia en la Alta Edad Media
En el emplazamiento donde se encuentra la iglesia actual existió una antigua iglesia dedicada al apóstol San Pablo, de la cual no se encontraron restos durante las excavaciones arqueológicas que se llevaron a cabo en 1960 y 1961 directamente al norte de la iglesia. Así pues, aún no se sabe con certeza cuándo y quién la fundó. Se cree que en el siglo VIII, los monjes benedictinos fundaron en la cercana colina de Petersberg un monasterio dedicado a San Pedro. Al parecer, en el año 708 se habría fundado en el Domberg un monasterio de la rama femenina de la orden, dedicado a San Pablo, cuya construcción se atribuye a San Bonifacio. 
La zona comenzó a adquirir notoriedad cuando, en 836, el arzobispo Otgar de Maguncia (826-847) mandó trasladar las reliquias de San Severo de Rávena al monasterio benedictino de San Pablo. En el siglo IX, la iglesia tenía probablemente dos patronos: San Pablo y San Severo. Según algunos testimonios, en el año 935 se fundó una colegiata en el monasterio.

### Edificio románico
La iglesia de San Severo no volvió a ser mencionada hasta 1079-1080. Durante la toma de la ciudad de Erfurt por Enrique IV, las iglesias fueron incendiadas junto con las personas que se habían refugiado en ellas. Posteriormente, la iglesia conocida como Hohes Münster ("catedral alta") fue demolida y reconstruida en el mismo emplazamiento en menor tamaño.
En 1121 se menciona por primera vez en un documento la canonjía de la iglesia de San Severo, lo que implica que en el Domberg, junto a Santa María, existía una segunda colegiata, que probablemente ya existía desde hacía casi 200 años. Al mismo tiempo, en el mons Severi seguía existiendo el convento de monjas. El arzobispo Adalberto de Maguncia (1109-1137) mandó construir en este lugar, antes de 1123, una residencia episcopal, denominada por su forma Krummhaus ("casa torcida"), al este de la iglesia de San Severo. Ante la creciente escasez de espacio, en 1123 Adalberto trasladó el convento benedictino de San Pablo al Cyriaksberg. En 1142, la iglesia y el monasterio de San Severo, el castillo episcopal y el monasterio de San Pedro del Petersberg fueron destruidos por un incendio. Se cree que los primeros fueron reconstruidos en 1148 o, lo que es más probable, que únicamente fueran reparados. A pesar de esta situación, la iglesia fue reconsagrada aquel mismo año.
En el edificio actual aún se puede apreciar la planta románica. Se trataba de una basílica de tres naves con dos transeptos y dos coros; el coro este estaba flanqueado por dos torres orientales, como en las iglesias de San Pedro y Santa María.

### Nuevo edificio de estilo alto gótico

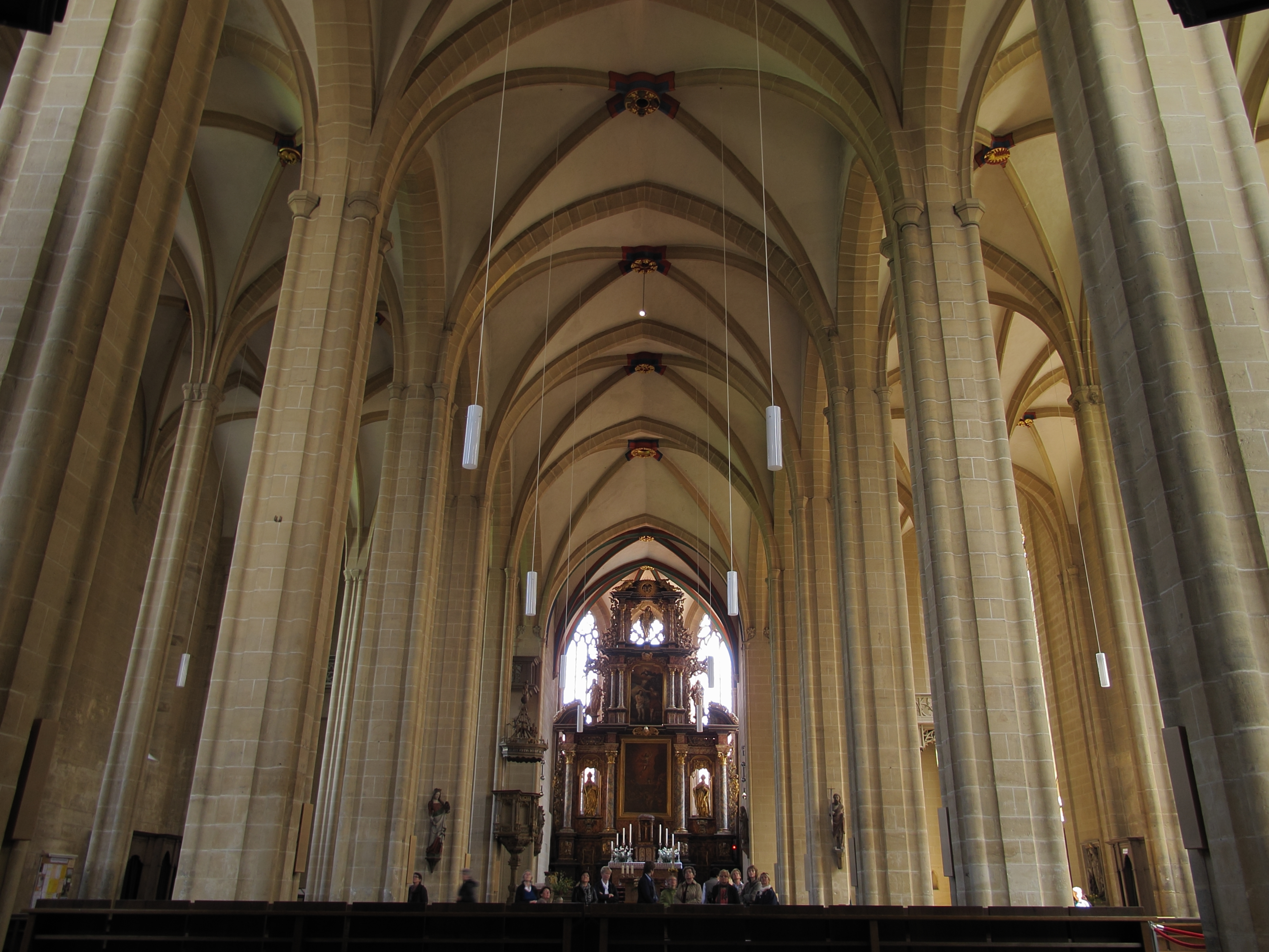
Vista del interior

En 1238, una indulgencia menciona un proyecto para construir un nuevo edificio, pero éste no se inició hasta la década de 1270. Las fuentes describen que la iglesia "amenazaba ruina" o incluso se habría venido abajo. Los registros documentales de la construcción son muy favorables, pues se concedieron numerosas indulgencias que iban informando del avance de las obras. Estas indulgencias también indican que el nuevo templo iba a ser particularmente imponente. En 1308 se consagró el nuevo altar mayor, fecha en la que ya se habían terminado al menos las secciones orientales, el coro y el transepto oriental. Se estima que la nave se completó casi en su totalidad en 1327 y la iglesia entera unos cinco años más tarde. Algunos documentos ya hacen referencia a la ejecución de las primeras reparaciones en 1327, tras haber sufrido el impacto de un rayo que causó la muerte de varias personas, lo que sugiere que la iglesia ya se encontraba en uso en aquella época.

Altar de San Severo

Es probable que la iglesia no estuviera completamente terminada hasta mediados del siglo XIV, ya que en la década de 1360 se donó una serie de altares. El gran número de altares y esculturas góticas que fueron donadas es indicativo del auge económico que vivía Erfurt en la época. La bóveda no se terminó hasta alrededor de 1370. En las décadas de 1370 y 1380, se produjeron varios litigios entre los dos cabildos a causa de la capilla de San Blas (Blasiuskapelle, de una sola planta y dos naves, construida en el lado sur entre 1358 y 1363) y del límite entre las dos iglesias, que se resolvieron amistosamente en 1387. La capilla, cuyos contrafuertes invadían el terreno de la iglesia de Santa María, tuvo que ser reconstruida y el límite entre las dos iglesias se marcó con mojones de piedra.

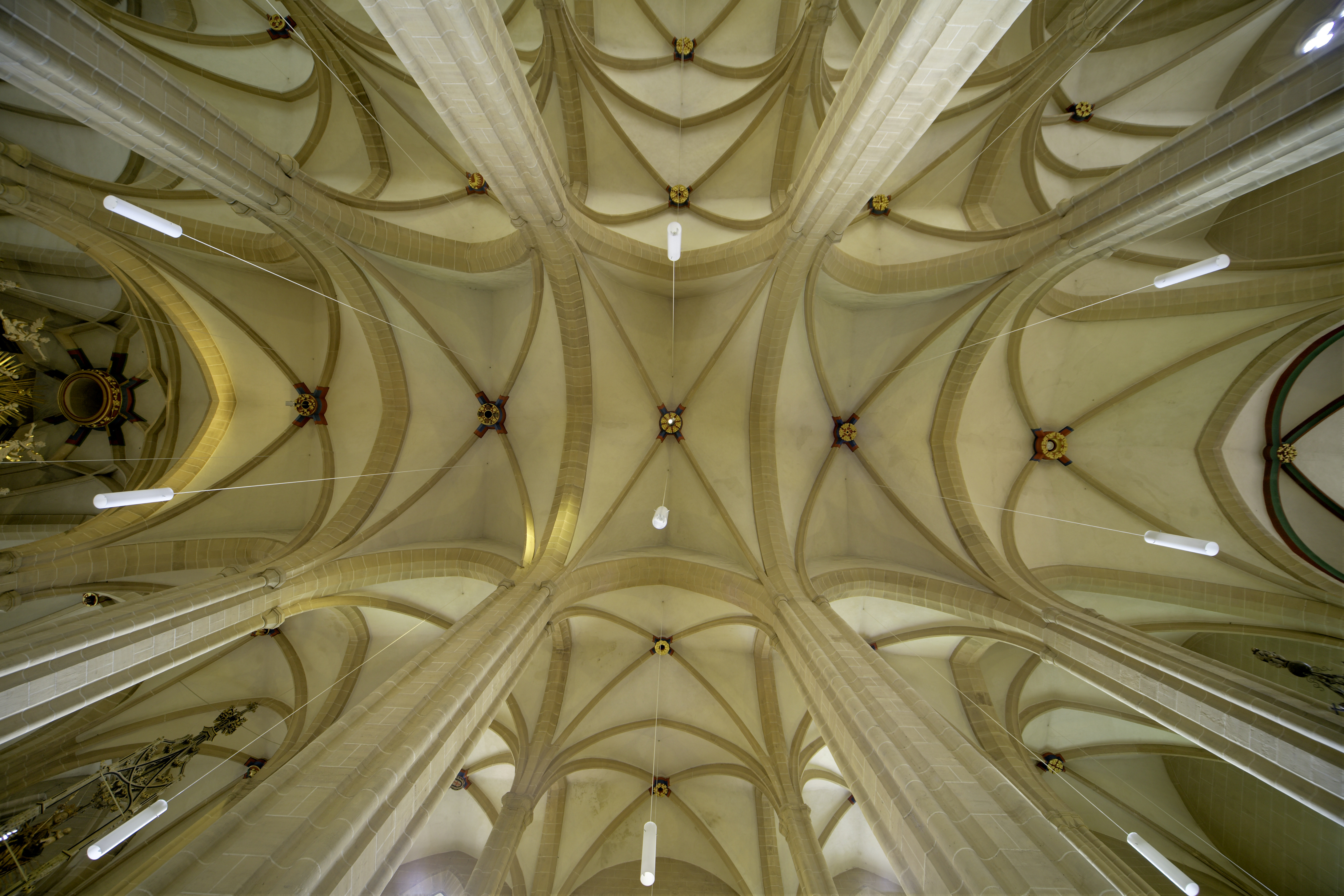
Bóvedas

Se creó una iglesia de salón de cinco naves y cuatro tramos, de forma prácticamente cuadrangular, con dos transeptos al este y al oeste. De esta manera se conservó en buena medida la planta del edificio románico, y es posible que también se aprovecharan los antiguos cimientos. Se añadió una segunda nave lateral al norte y al sur, con lo que toda la iglesia adquirió la anchura de los transeptos, que de este modo dejaron de sobresalir hacia el exterior. A primera vista, las bóvedas de alrededor de 1370 parecen tener la misma altura, lo que da al edificio un aspecto muy uniforme. La capilla de Santa María (Marienkapelle), que consta de dos tramos y dos plantas y se encuentra en el lado norte, probablemente se construyó al mismo tiempo que la iglesia y el pórtico de la entrada principal (María con el Niño, 1360-1370).

### Remodelaciones del gótico tardío

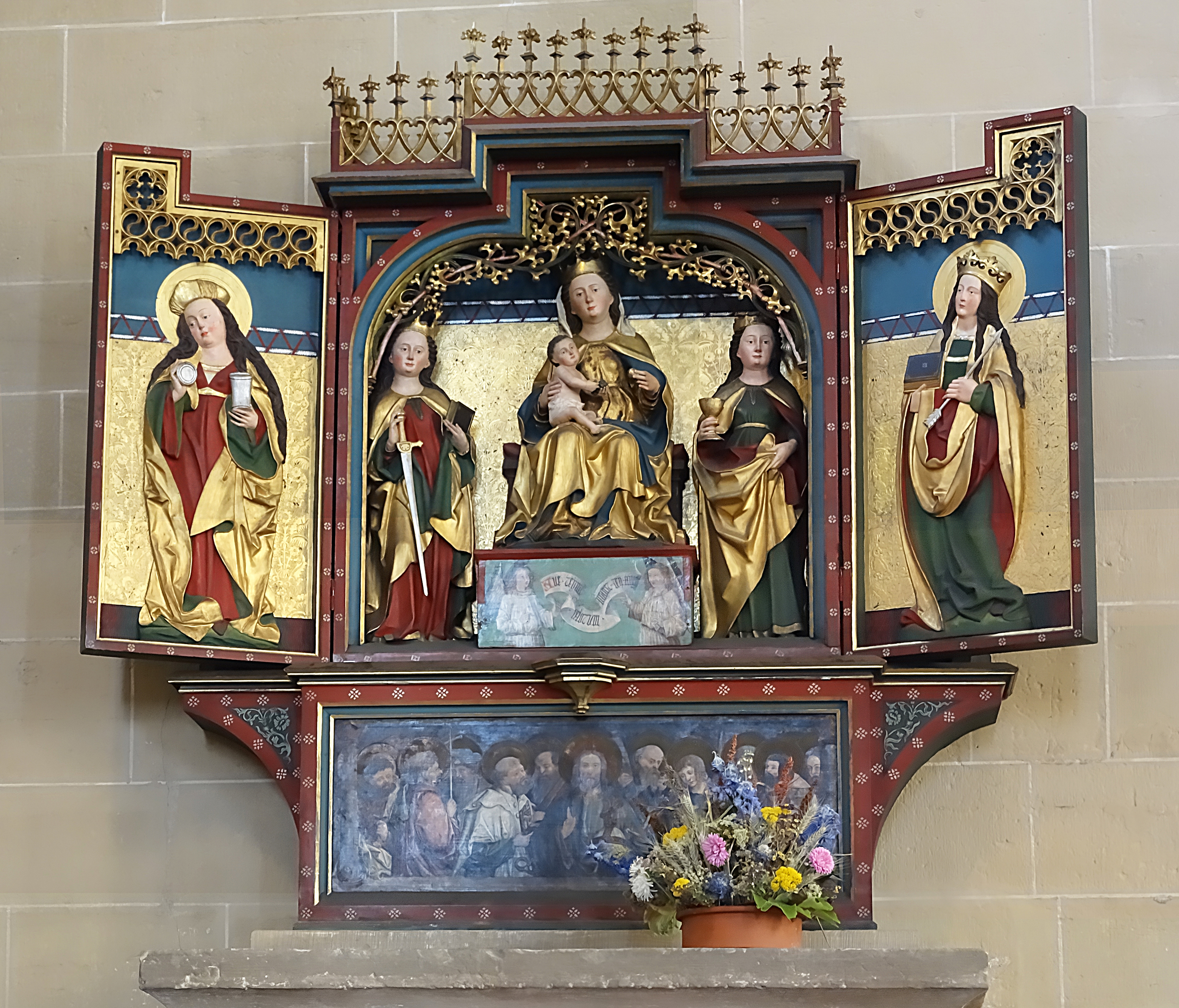
Altar de Santa María (1510)

El devastador incendio de la ciudad del 19 de junio de 1472, que afectó también a San Severo, supuso un importante punto de inflexión en la historia y la construcción de la iglesia. Los campanarios, las campanas, los órganos, toda la cubierta, el coro oeste con el claustro y partes de las bóvedas resultaron dañados o destruidos. En torno a 1500 se repararon los daños causados por el fuego y se añadieron edificios nuevos, como la sacristía y la sala capitular. De esta época datan el enorme tejado a cuatro aguas que cubre toda la nave (1472-1473) y la forma actual del extremo oriental con su conjunto de tres torres.
Las torres laterales del coro, de planta cuadrada, datan originalmente del período del alto gótico, pero fueron demolidas y reconstruidas con posterioridad, y en 1495 adoptaron la forma que tienen en la actualidad, con agujas esbeltas. Es probable que en aquella época también se añadiera la torre central sobreelevada con el campanario, y la flecha está fechada en 1494. El coro oeste fue demolido junto con las conexiones con el claustro. En 1495 se construyó en su lugar una ampliación de dos plantas con la capilla de la Santa Cruz (Kreuzkapelle).
El altar gótico tardío de la Virgen María (1510), en la nave norte, se atribuye a la escuela de Saalfeld. En el relicario (la pieza central en forma de armario), María, la Madre de Dios entronizada, está flanqueada por las figuras de Santa Bárbara (con un cáliz) y Santa Catalina (con una espada). Las figuras de las alas laterales representan a Santa Úrsula (con una flecha y un libro) y a María Magdalena (con un ungüentario). Cuando las alas laterales están cerradas, se puede ver la Anunciación por el Arcángel Gabriel.

### Claustro
En documentos publicados se menciona en dos ocasiones la existencia de un claustro, en 1317 y 1363, si bien en la actualidad se tiende a considerar que la iglesia gótica de Severo nunca llegó a tener un claustro completamente desarrollado. Sólo habría habido espacio para éste en el lado norte, pero no existen vestigios del mismo en ninguna parte, y tampoco hay constancia de que se hubiera demolido. Es probable que una sala de la iglesia sirviera de sala capitular (locus capitularis). Existen testimonios de que el cabildo se reunía allí en 1386, y en el año siguiente se describe el lugar como una sala situada en los tramos orientales de las naves laterales del lado norte, directamente al oeste del brazo del transepto norte. Los canónigos entraban en la iglesia para celebrar los oficios y las reuniones capitulares por el portal principal del lado norte, en tanto que la actual entrada principal del lado sur servía de portal para los laicos.
Tras el incendio de 1472, se construyó un deambulatorio en el lado oeste de la iglesia y frente a la esquina suroeste, intervención que quizás se limitara a restaurar un estado anterior y no introdujera modificaciones significativas. En 1485 se construyeron una nueva sacristía (demolida en 1818) y una sala capitular en el lado norte de la iglesia, y diez años más tarde se concluyó un nuevo claustro.

### La iglesia y el monasterio en la época moderna

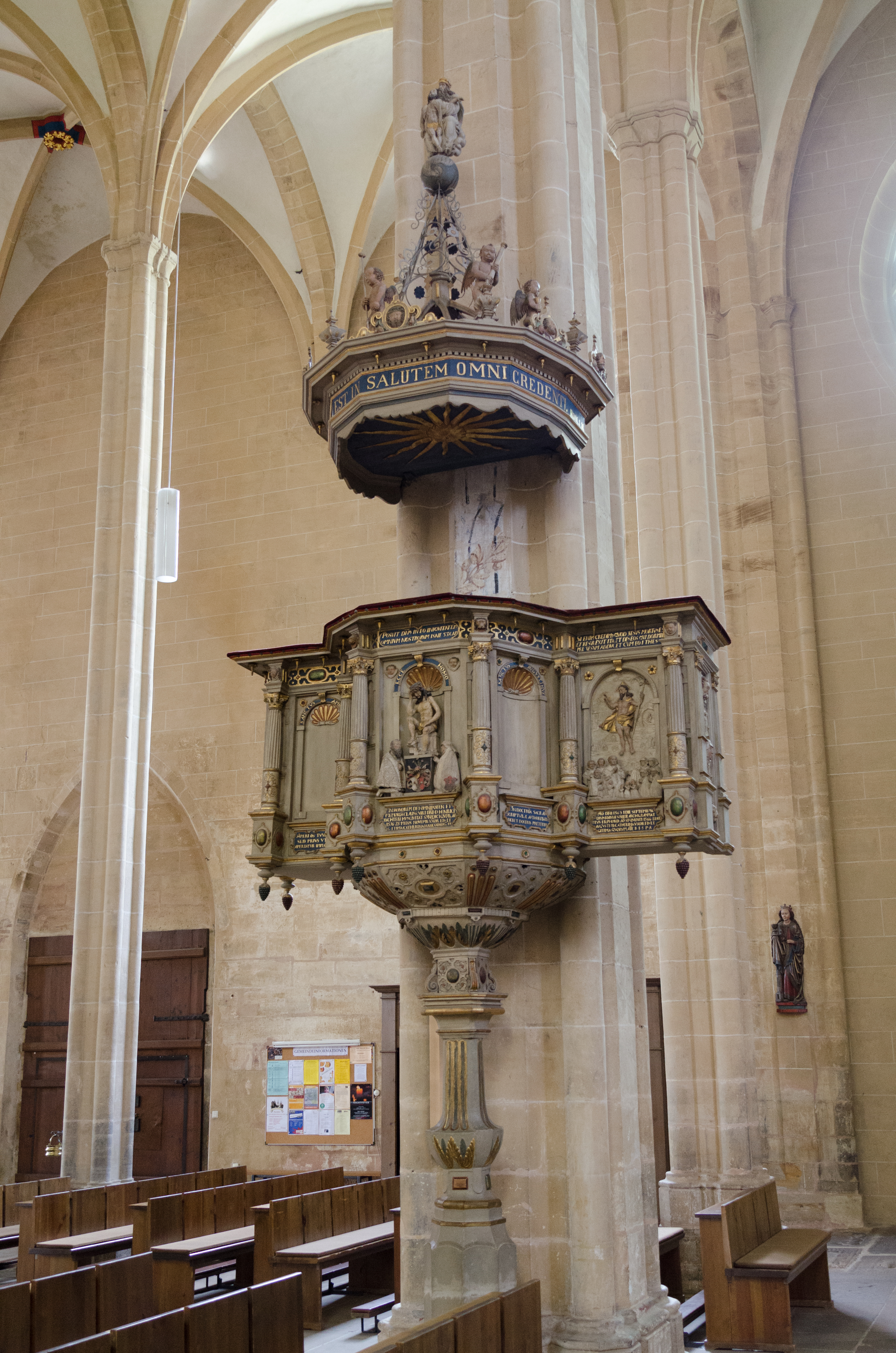
El púlpito

De 1582 a 1584, trabajó aquí como sacerdote Valentin Leucht (1550-1619), escritor y conde palatino de la corte imperial.
En 1633, la iglesia de San Severo fue ocupada por las tropas suecas y posteriormente traspasada a los protestantes, que alteraron su interior derribando un altar y reubicando el púlpito. En 1635, la iglesia fue devuelta a los católicos y se revirtieron dichas modificaciones. En la década de 1670, la iglesia se dotó de un nuevo altar mayor de estilo barroco. El maestro del altar fue el tallista Johann Andreas Gröber (1644-1709), que vivió en Heiligenstadt desde aproximadamente 1671 hasta su muerte.
El monasterio de San Severo, al igual que el de Santa María, se disolvió en 1803 como consecuencia de la secularización. En 1813 y 1814, los ocupantes franceses utilizaron por un tiempo la iglesia como hospital militar, principalmente a causa de la epidemia de "fiebre nerviosa" (tifus y fiebre tifoidea). Los numerosos muertos que se produjeron durante el asedio de Erfurt fueron arrojados a los sótanos y pasadizos subterráneos cercanos. En 1811, en la época del dominio napoleónico, la iglesia se puso a la venta para su demolición en el boletín de anuncios Erfurtisches Intelligenzblatt a instancias del propio Napoleón, pero al no presentarse ningún comprador se conservó.
En 1834 comenzaron las obras de restauración de la capilla de Santa María y en 1845 las de la iglesia de San Severo. Las pinturas de este periodo se retiraron en 1928-1929.

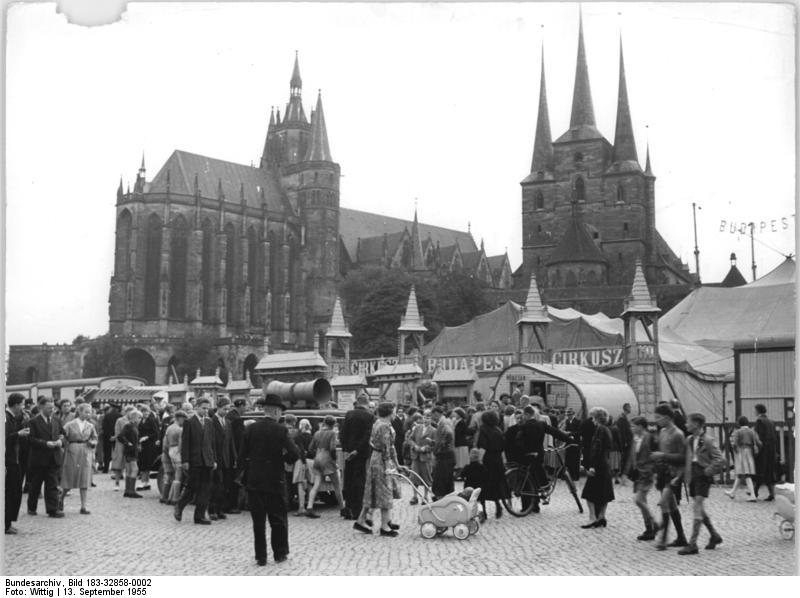
El conjunto de la Catedral de Erfurt y la iglesia de San Severo en 1955

Durante la Segunda Guerra Mundial, la iglesia resultó gravemente dañada por los bombardeos aéreos sobre Erfurt en 1944 y 1945, principalmente a causa de las ondas expansivas de las minas aéreas, pero también por los obuses de los bombardeos de abril de 1945. La cubierta de todos los tejados quedó completamente destruida, todas las vidrieras resultaron destruidas y las tracerías y nervaduras de varias ventanas sufrieron graves daños. La capilla de San Bonifacio y los edificios de viviendas vecinos también resultaron dañados.
En los años 1970 y principios de los 1980, se renovó de nuevo el tejado y se restauró por completo el interior, y entre 1993 y 1995 se restauró el claustro suroeste.

## Órgano

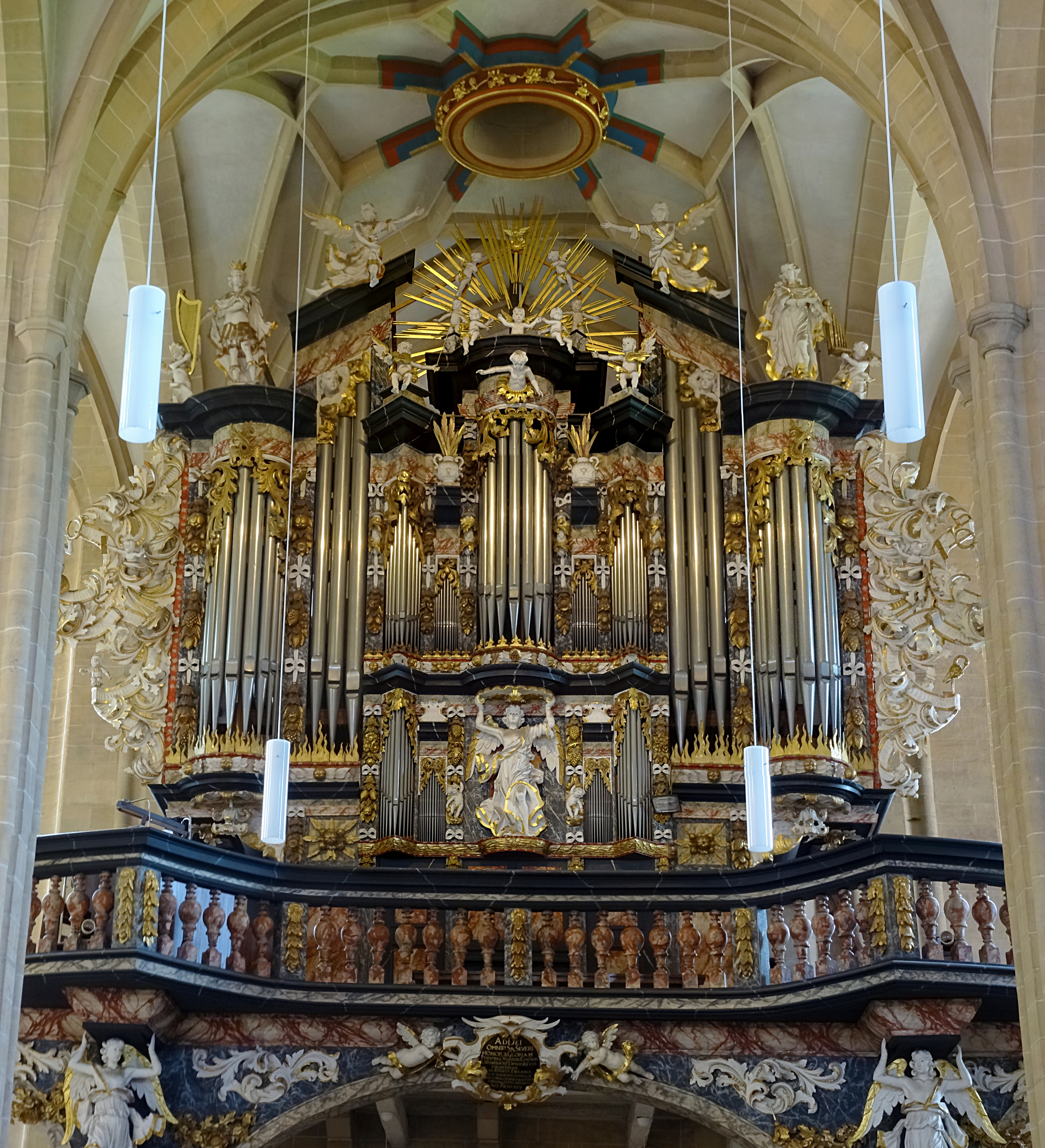
El órgano de Klais (1930).

El órgano de la iglesia de San Severo fue construido en 1930 por la empresa Klais Orgelbau, de Bonn, en la caja barroca de Johann Friedrich Wender de 1714. El instrumento cuenta con válvulas cónicas y es de transmisión electroneumática.

## Campanas
De las torres pende un conjunto de campanas de gran tamaño, algunas de ellas históricas. La mayor de ellas es la  Osanna, que data de 1474 y está decorada con tallas de gran valor histórico. La Vincentia fue fundida por Geert van Wou. La Alte Martha ("Vieja Marta") fue restaurada en 1987, y la Neue Martha ("Nueva Marta") está decorada con una talla de Horst Jährling que representa a San Cristóbal.

### Campanas principales
| Nº | Nombre      | Año de fundición | Fundidor                              | Tono nominal (ST-1/16) | Diámetro | Masa   | Torre   |
| -- | ----------- | ---------------- | ------------------------------------- | ---------------------- | -------- | ------ | ------- |
| 1  | Osanna      | 1474             | Claus von Mühlhausen                  | La♯0 + 7               | 1,84 m   | ≈4,5 t | Central |
| 2  | Vincentia   | 1497             | Geert van Wou                         | Si0 + 9                | 1,63 m   | ≈3 t   | Sur     |
| 3  | Alte Martha | 1475             | Claus von Mühlhausen                  | Re♯1 + 6               |          |        | Central |
| 4  | Neue Martha | 1961             | Franz Schilling, Apolda               | Fa♯1 + 13              | 1,06 m   |        | Norte   |
| 5  | Anna        | 1987             | Karlsruher Glocken- und Kunstgießerei | Sol♯1                  |          |        | Norte   |

### "Campanas de plata"
Las tres campanas más pequeñas se conocen como "campanas de plata" (Silberglocken) y no forman parte del conjunto principal:
| Nº | Nombre                     | Año de fundición | Fundidor                | Tono | Torre |
| -- | -------------------------- | ---------------- | ----------------------- | ---- | ----- |
| 6  | Christkönig ("Cristo Rey") | 1962             | Franz Schilling, Apolda | Re2  | Norte |
| 7  | Maria                      | 1962             | Franz Schilling, Apolda | Mi2  | Norte |
| 8  | Michael                    | 1962             | Franz Schilling, Apolda | Fa♯2 | Norte |

## Sarcófago de San Severo

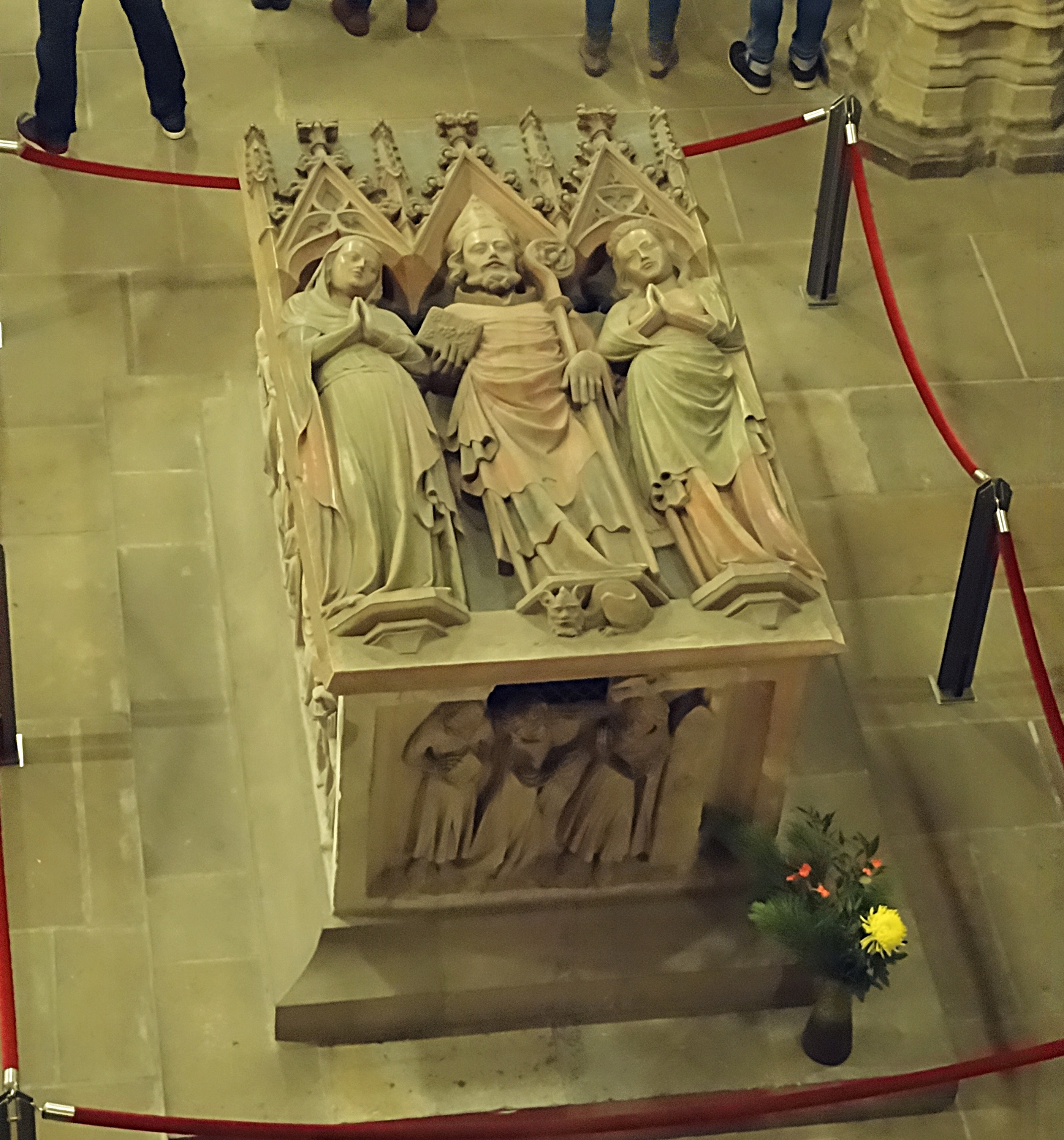
Sarcófago de San Severo

En 836, los huesos de San Severo fueron trasladados desde Rávena por el arzobispo Otgar de Maguncia, primero a Maguncia y después a Erfurt. Aquí fueron presumiblemente enterrados y venerados en la parte occidental de un edificio previo a la actual iglesia. La reconstrucción de la iglesia obligó a remodelar también la tumba, que siguió estando en una ubicación central, presumiblemente próxima al coro oeste.
El coro occidental resultó gravemente dañado en el incendio de 1472, tras el cual se desmontó la sepultura y se trasladaron las losas laterales a otro lugar de la iglesia. Tras el incendio, la losa superior original se utilizó para el altar de San Severo, en el brazo del transepto sur. No fue hasta 1948 cuando se volvieron a unir las distintas partes y se colocaron en la posición actual, y en 1982 se añadió un molde de la losa de la cubierta.
El sarcófago es una de las piezas artísticas más significativas de la iglesia de San Severo. Los cuatro paneles en relieve de las paredes laterales se elaboraron entre 1360 y 1370, aproximadamente. Los altorrelieves representan escenas de la vida y obra de San Severo y la Adoración de los Reyes Magos, inspiradas en un modelo de la iglesia de San Lorenzo de Núremberg de 1360. También se ha especulado con la posibilidad de que las distintas partes no se unieran para formar un sepulcro hasta tiempo después de su elaboración y que previamente hubieran estado separadas o en otro contexto en el interior de la iglesia, tal vez formando parte de un coro alto con ambón.

## Capilla de San Bonifacio

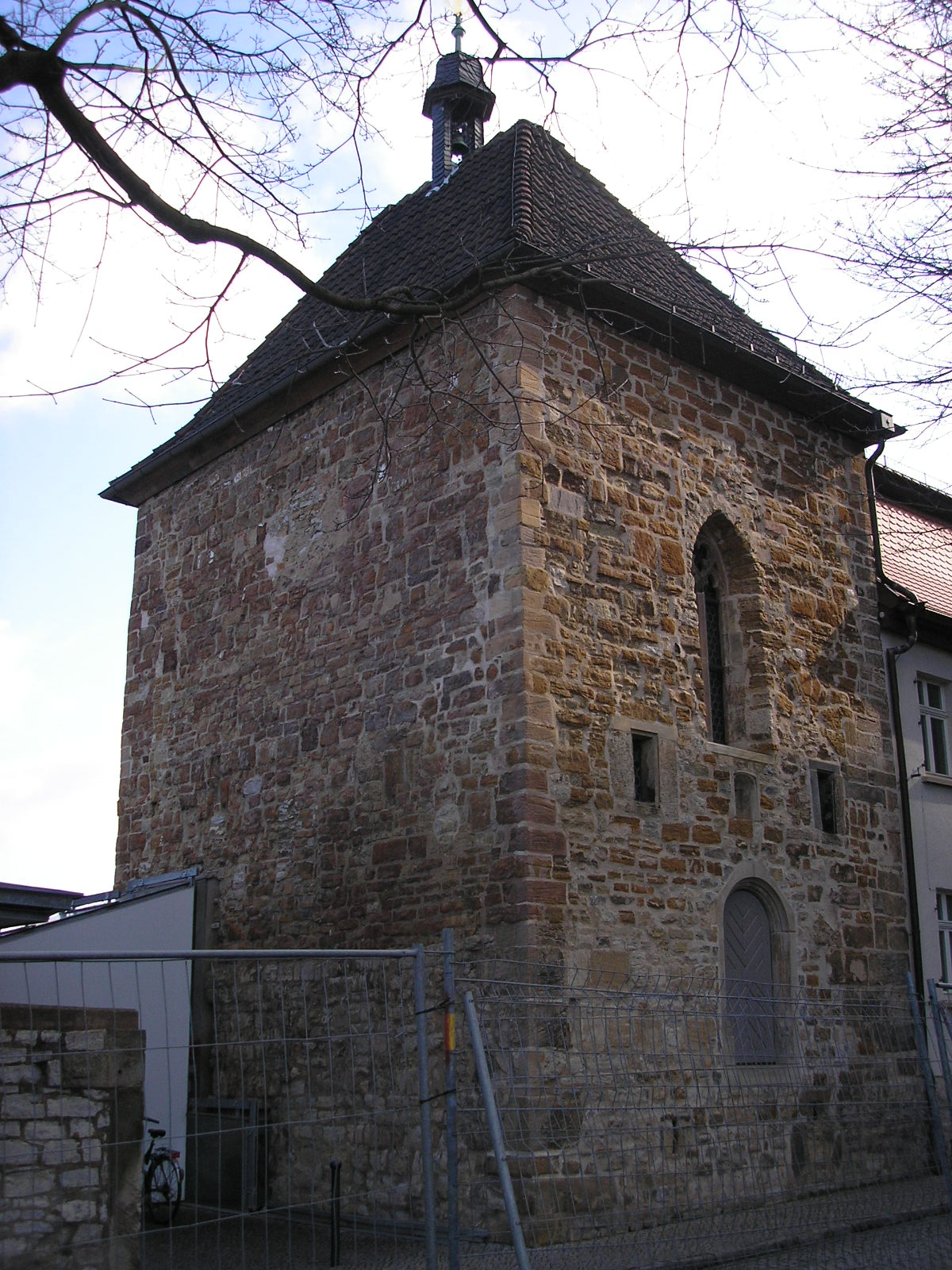
Bonifatiuskapelle Erfurt.JPG

La capilla católica de San Bonifacio (Bonifatiuskapelle) es una torre cuadrada, de la que se conservan partes románicas, que pudo haber pertenecido en su origen al palacio arzobispal de la época de Adalberto de Maguncia. Es posible que se transformara en capilla ya en el siglo XIV, cuando se añadió la ventana de tracería del lado oeste. El tejado a cuatro aguas con torrecilla data del siglo XVII.